# Karl Schubert (Musiker)
Karl Schubert (* 10. Dezember 1906 in Plauen; † 7. März 2006 in Dresden) war ein deutscher Generalmusikdirektor und Chefdirigent.

## Leben
Schubert besuchte das Realgymnasium in Plauen und studierte Musikwissenschaften an der Universität München sowie gleichzeitig das Dirigieren an der Hochschule für Tonkunst. Er studierte auch am Liceo musicale Rossini in Bologna und an der Sorbonne in Paris. Während seines Studiums wurde er 1928 Mitglied der Burschenschaft Rhenania München. 1930 wurde er in München zum Dr. phil. promoviert.
Sein erstes Engagement erhielt er am Theater Plauen. Er war Kapellmeister in Stendal, Osnabrück und Mainz. 1937 wurde er Erster Kapellmeister am Opernhaus Düsseldorf, dann ab 1943 bis 1945 am Staatstheater Wiesbaden. Von 1947 bis 1949 war er als Kapellmeister und Dozent der Musikhochschule Mainz tätig. Dann war er bis 1953 Staatskapellmeister in Dresden, wo er gleichzeitig als Dozent an der Hochschule für Musik und Theater lehrte. Von 1953 bis 1958 war er in Schwerin Generalmusikdirektor der Mecklenburgischen Staatskapelle. Er war dann einige Jahre auf Reisen mit Gastauftritten in Berlin, Hamburg, Erfurt, Gotha, Weimar, Jena sowie in Rumänien, Bulgarien, der Tschechoslowakei, Polen, Ungarn, Jugoslawien und Nordkorea. Er zog 1962 nach Dresden und wurde musikalischer Oberleiter der Landesbühnen Sachsen, bevor er 1966 Chefdirigent des Philharmonischen Orchesters Frankfurt an der Oder wurde. Dort engagierte er sich für den Bau der Konzerthalle Carl Philipp Emanuel Bach Frankfurt (Oder). 1972 ging er in den Ruhestand.
Er war mit der Schauspielerin Anneliese Rehse und später mit der Malerin Meta Christians verheiratet.

## Veröffentlichungen
- Spontinis italienische Schule. Dissertation Universität München 1930.